# Tracey Ann Jacobson
Tracey Ann Jacobson (1965) és una diplomàtica estatunidenca, que va ser ambaixadora a Turkmenistan, Tadjikistan i Kosovo. Jacobson va rebre rebre el Bachelor of Arts per la Universitat Johns Hopkins, i el Master of Arts per l'Escola d'Estudis Internacionals Avançats Paul H. Nitze de la mateixa universitat. Jacobson ha estudiat albanès, serbi, francès, rus, castellà, coreà i tadjik.
Va exercir com a secretària executiva adjunta al Consell de Seguretat Nacional de la Casa Blanca, on va facilitar el desenvolupament d'iniciatives de política exterior pel Conseller de Seguretat Nacional i el President. Jacobson, membre de carrera del Servei Exterior dels Estats Units, ha treballat a l'estranger a Seül, Nassau i Moscou. Les seves tasques domèstiques han inclòs l'Oficina d'Intel·ligència i Investigació, l'Oficina d'Afers de l'Hemisferi Occidental, i l'Oficina del Subsecretari de Gestió. També es va exercir com a directora adjunta de l'Institut del Servei Exterior del Departament d'Estat.
Va ser ministra-consellera de l'ambaixada dels Estats Units a Riga, ambaixadora dels Estats Units a Turkmenistan de l'agost 2003 al juliol de 2006, i ambaixadora dels Estats Units a Tadjikistan des de l'agost de 2006 fins a la seva dimissió l'agost de 2009, quan seria substuïda per Kenneth E. Gross, Jr. De 2012 a 2015, Jacobson va ser ambaixadora a Kosovo. Des de l'agost de 2015, Jacobson ha estat servint com a subsecretària adjunta principal de l'Oficina d'Afers d'Organitzacions Internacionals.